# Gabriele della Genga Sermattei
Gabriele della Genga Sermattei (Assisi, 4 december 1801 - Rome, 10 februari 1861) was een Italiaans geestelijke en kardinaal van de Rooms-Katholieke Kerk.
Hij was de zoon van graaf Filippo della Genga en een neef van Annibale della Genga, de latere paus Leo XII. Hij bezocht het seminarie van de Jezuïeten in Orvieto en promoveerde aldaar in de beide rechten. Hij werd op 26 september 1830 priester gewijd en trok daarop naar Rome, waar hij Huisprelaat van paus Pius VIII werd. Niet veel later werd hij kanunnik van het kapittel van de Sint-Jan van Lateranen. In 1833 werd hij titulair aartsbisschop van Berio een jaar later werd hij aartsbisschop van Ferrara. Tijdens het consistorie van 21 november 1836 creëerde paus Gregorius XVI hem kardinaal. De San Girolamo degli Schiavoni werd zijn titelkerk.
Hij nam deel aan het conclaaf van 1846 dat leidde tot de verkiezing van paus Pius IX. Deze haalde Della Genga naar Rome, waar hij verschillende functies binnen de Romeinse Curie zou vervullen. Tussen 1849 en 1850 vormde hij samen met de kardinalen Luigi Vannicelli Casoni en Lodovico Altieri een zogenaamde Commissione governata di Stato, die het bestuur van de Staat waarnam, terwijl de paus zelf als banneling verbleef in Gaeta. Deze commissie ondernam direct die maatregelen die door Pius IX gewenst waren: elke vorm van liberalisering binnen de politiek van de Kerkelijke Staat werd teruggedraaid en bepaalde vrijheden waaronder die van de persvrijheid werd danig beperkt. Ook de rechtspraak werd verscherpt en de inquisitie werd opnieuw ingevoerd.
In 1852 werd hij benoemd tot prefect van de Heilige Congregatie voor Bisschoppen en Religieuzen. In 1856 werd hij prefect van de Congregatie voor Religieuze Discipline en in 1860 werd hij secretaris van het Secretariaat voor de Breven. Ook was hij grootkanselier van de Pauselijke Ridderorden.
Hij overleed in Rome en werd begraven in de San Lorenzo in Lucina. Paus Pius IX woonde zijn uitvaart bij.
- International Standard Name Identifier: 0000 0004 1717 9254
- Virtual International Authority File: 305115011